# Arachniodes wulingshanensis
Arachniodes wulingshanensis är en träjonväxtart som beskrevs av S.F.Wu. Arachniodes wulingshanensis ingår i släktet Arachniodes och familjen Dryopteridaceae. Inga underarter finns listade.